# Brigada Paran
A Brigada Paran (ou Faran) é uma brigada regional de infantaria regular israelense subordinada à 80ª Divisão e tradicionalmente associada ao Comando Sul. A Brigada Paran foi estabelecida através de uma reconfiguração da Brigada Sagi.
O quartel-general da brigada fica em Ketziot.

## Estrutura
A Brigada Paran incorpora e consolida em uma única formação os batalhões mistos (masculino e feminino) Caracal, Leões do Jordão e Chita, já servindo dentro da 80ª Divisão.
A Brigada Paran é única em relação ao resto das divisões FDI como uma brigada regional e regular.

## Missão
A missão da Brigada Paran é dupla: vigilância e defesa das fronteiras e adestramento interno das tropas designadas. A proteção da fronteira israelense-egípcia vai de Eilat a Holot Halutza com o Sinai egípcio e a área que se estende de Nitsana. Sua principal missão é o combate ao contrabando na fronteira.

## Insígnia distintiva
Os soldados da brigada têm as boinas salpicadas em amarelo, verde e marrom da Força de Defesa da Fronteira e usarão botas vermelhas e uma etiqueta no ombro que fora criada especificamente para a brigada.

## Galeria

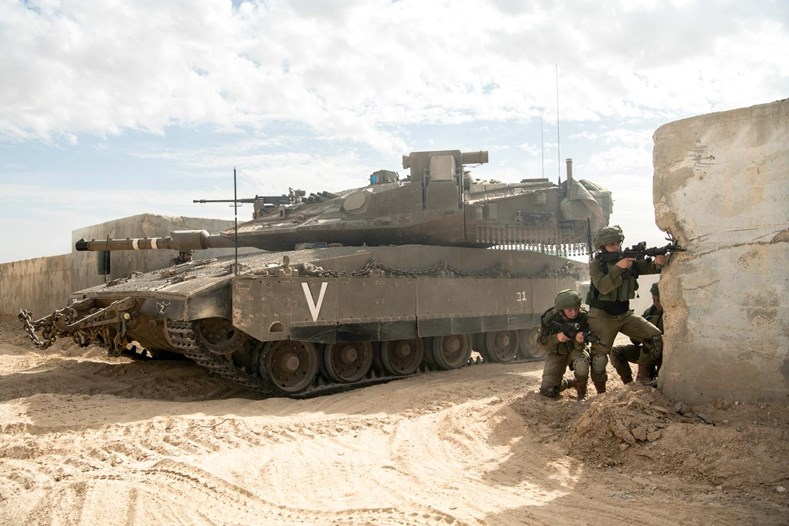
Infantaria e carros de combate da Brigada Paran.
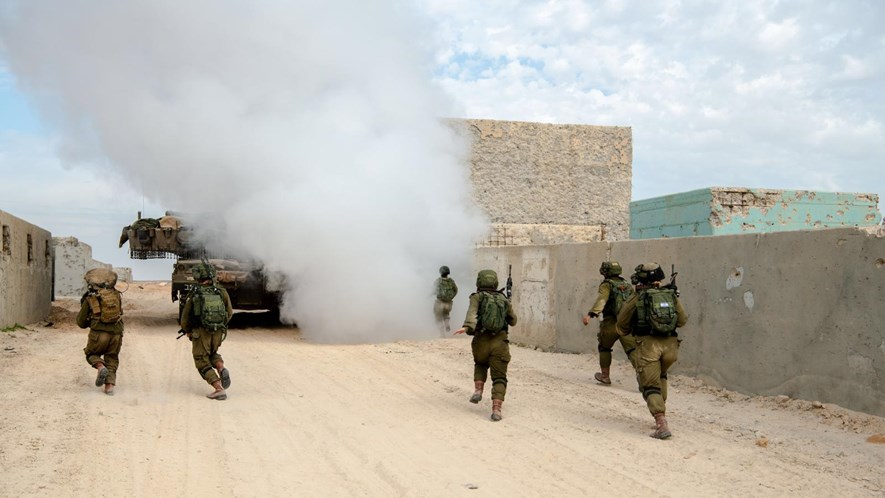
Treinamento de combate urbano.
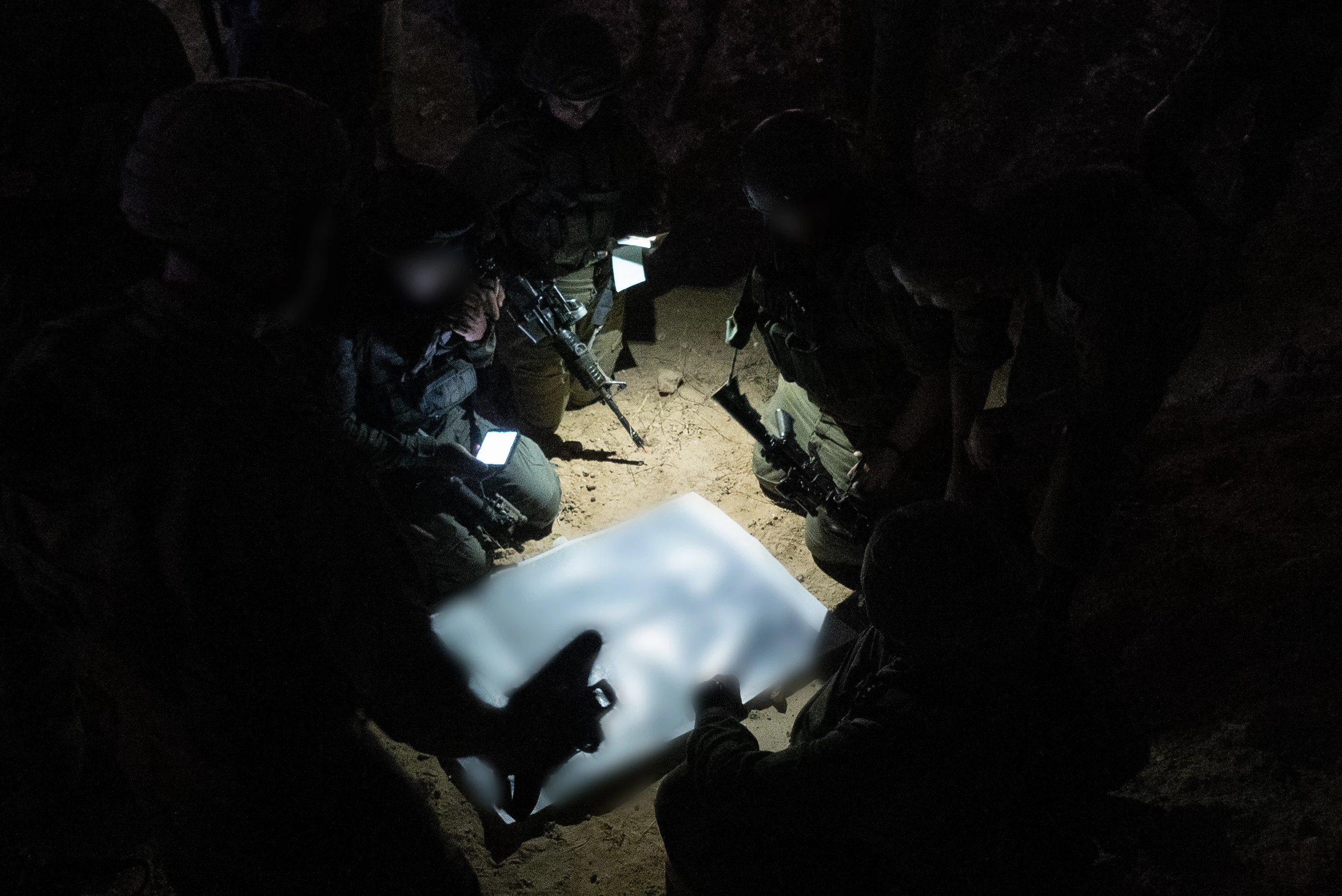
Leitura de mapa durante exercício.
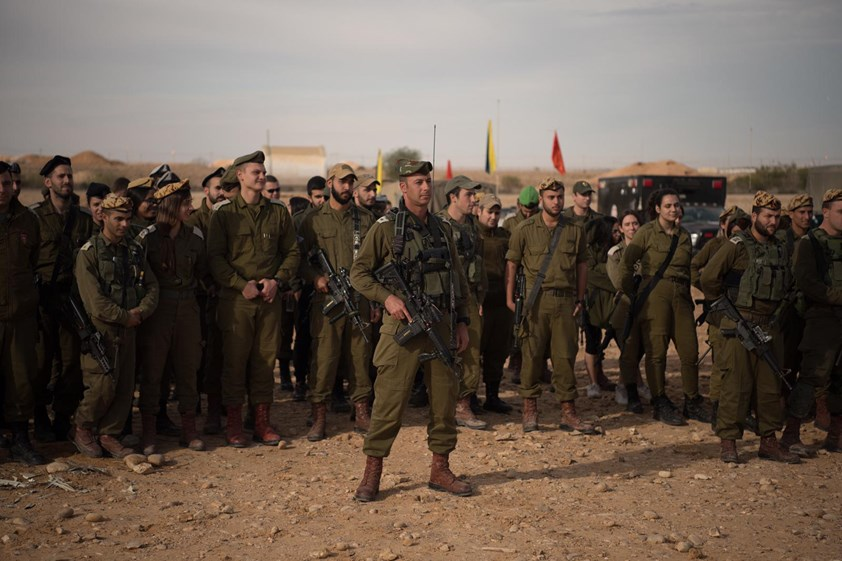
Militares da Brigada Paran.